# Birinci Nömräli Mayak
Birinci Nömräli Mayak är en ort i Azerbajdzjan.   Den ligger i distriktet Nefttjala, i den sydöstra delen av landet, 120 kilometer söder om huvudstaden Baku. Antalet invånare är 1 015.
Terrängen runt Birinci Nömräli Mayak är mycket platt. Närmaste större samhälle är Neftçala, 8,2 kilometer väster om Birinci Nömräli Mayak.
I omgivningarna runt Birinci Nömräli Mayak växer huvudsakligen savannskog. Runt Birinci Nömräli Mayak är det ganska glesbefolkat, med 47 invånare per kvadratkilometer.